# Travail
Pour les articles homonymes, voir Travail (homonymie).
Dans un sens très général, le travail est une activité humaine qui vise intentionnellement à transformer le monde physique. Au sens économique usuel, le travail ou activité professionnelle est l'activité humaine qui permet la production de biens et de services. Avec le capital, c'est un facteur de production de l'économie. Dans les sociétés humaines modernes, il est essentiellement fourni par des employés en échange d'un salaire et contribue à l'activité économique. Le processus d'entrée et de sortie de l'emploi se fait par le marché du travail.
Son étude économique est faite par l'économie du travail, son étude sociologique correspond à la sociologie du travail, et son cadre juridique est le droit du travail.
Il est fêté le 1er mai dans certains pays et le premier lundi de septembre aux États-Unis et au Canada.

## Définition et catégorisation
Le travail est un concept central dans l'histoire et le développement humain, et se trouve ainsi à la croisée de différentes disciplines (philosophie, sociologie, économie, histoire, etc.). Cela conduit à une diversité de traitements de la notion, de sa définition à l'analyse de ses divers aspects. Plusieurs approches sont exposées ci-après.
Le travail peut être défini comme l'action de produire de la valeur — des biens et/ou des services — à destination d'autrui. Ce périmètre inclut les tâches ménagères, mais exclut par exemple la toilette. Pour Henri Wallon (1879-1962), travailler c’est « contribuer par des services particuliers à l’existence de tous, afin d’assurer la sienne propre ».
Depuis le rapport Stiglitz (du nom du prix Nobel d'économie, l'américain Joseph Stiglitz), les économistes insistent sur le fait que le travail n'est pas seulement le travail rémunéré mais l'activité productrice des travailleurs : il comprend ainsi le bénévolat et le travail domestique. Le travail non rémunéré peut jouer un rôle non négligeable dans la production nationale. Des estimations statistiques ont montré que, dans les anciens pays communistes (en URSS ou en RDA), le travail familial était plus productif (mesurer par la qualité produite par personne) que le travail dans les établissements nationaux.
Jacques Freyssinet, économiste français, sépare les différents types de travail en travail libre, travail salarié et travail forcé, dans le cadre d'activités marchandes ou non-marchandes.
En 1984, Marie Jahoda distingue dans son livre Wieviel Arbeit braucht der Mensch? cinq aspects constructifs du travail, :
1. Donne une structure temporelle à la vie ;
2. Crée des contacts sociaux hors de la famille et des amis ;
3. Donne des objectifs indépendants de ses besoins propres ;
4. Définit une identité et une utilité sociale ;
5. Force à l'action.

Dominique Méda (Le Travail, coll. « Que sais-je ? ») explique que la notion de travail est historique et que le terme actuel est le résultat de la sédimentation de trois couches de signification :
- le travail facteur de production (XVIIIe siècle) ;
- le travail-essence de l'homme (début XIXe) ;
- le travail pivot de la distribution des revenus, des droits et des protections caractéristiques de la société salariale (fin XIXe).

Pour Méda, « quand le travail vient à manquer, les communautés se délitent, les liens se distendent, les hommes et les femmes se retrouvent désœuvrés au sens propre. Le travail est l'activité princeps celle qui définit l'identité individuelle et collective au plus haut point ».
Des dimensions contradictoires coexistent et fondent la diversité des interprétations du travail et des conflits sur la définition du travail. Dans certains pays touchés par le chômage de masse, on rencontre également des revendications sous la forme d'un « droit au travail ». Le travail est un élément important pour l'appartenance des individus à une société, ce qui explique le désarroi d'une partie des chômeurs involontaires.
« La double dimension contradictoire du travail, à la fois source d'aliénation et acte social porteur d'émancipation. »
— Les Économistes atterrés, Faut-il un revenu universel ? p. 13, 2017 (ISBN 978-2-7082-4533-4)
Sous l'esclavage, l'esclave et les moyens de travail étaient réunis en tant que propriété du propriétaire de l'esclave, ce qui créait une dépendance personnelle du travailleur vis-à-vis de celui qui s'appropriait les résultats de son travail.
Dans une économie de marché libre, la principale forme de travail est celle d'un employé sous contrat de travail. À ce niveau, on peut distinguer deux types de contrats. Le contrat à durée indéterminée (CDI) d'une part, qui peut durer jusqu'à l'âge de la retraite ou même à vie comme c'est le cas dans certains pays à faible natalité ou au sein de certaines activités où le travail n'existe pas en quantité suffisante (l'Allemagne, les pays du Sud-Est Asiatique ou le Japon) ; d'autre part le contrat à durée déterminée (CDD) où la durée est limitée (le contrat de travail peut prendre fin avant l'âge de la retraite), d'avance, dans le temps. Ici, le type de travail n'est pas insuffisant. L'établissement peut trouver un travailleur plus facilement. Avant la révolution industrielle des XVIIIe et XIXe siècles, les intellectuels constituaient une catégorie de personnes numériquement limitées qui avaient un véritable monopole sur le travail mental. Mais ensuite, la « production spirituelle » est devenue une sphère de travail de masse. La généralisation de l'enseignement aux enfants de toutes les catégories socio-professionnelles et sa démocratisation en France ont abouti à une banalisation du travail intellectuel. Si dans les années 1950 ou 1960, celui qui avait un diplôme du baccalauréat pouvait facilement avoir un CDI avec un salaire relativement élevé et des avantages sociaux largement suffisants, actuellement, étant donné que ce diplôme est accessible à tous, la personne qui ne l'a pas est stigmatisée, ou marginalisée.

## Étymologie et histoire du mot
L'étymologie de travail est discutée et ne fait pas l'unanimité. Selon la linguiste Marie-France Delport, il est possible que ce terme dérive des mots hispaniques médiévaux trabajo (= travail) et trabajar (= travailler) (qui eux-mêmes dériveraient des termes latins tripalium puis tripaliare croisés avec une forme à élément vocalique [a]), ce qui exprimerait une tension qui se dirige vers un but et qui rencontre une résistance,,.
Le linguiste Franck Lebas estime que « cette hypothèse apparue au XXe siècle est très probablement fantaisiste ». L'origine pourrait être le latin trabs qui a donné « travée ».
D'autres explications sont présentées ci-après.
En grec, ergon veut dire travail. On retrouve cette racine dans chirurgien, énergie, synergie, allergie, ergo-thérapie, erg. Une racine commune plus ancienne est à l’origine des mots : organe, organisme, organiser, organisation, organique, orgue, orgie, Panurge, et du mot anglais work.
On trouve la notion de travail en indo-européen dans les racines PAG- et PAK- qui signifient « fixer matériellement et moralement » et qui donneront une foison de mots tant dans le sens matériel (PAG-) que dans le sens moral (PAK-) : ainsi, les mots pages, pieu, paysan, paysage, empaler, paix, pacte, pacifique, etc. Ces deux dernières racines proviendraient de la racine paç- en sanskrit qui signifie le lacet, le piège.

### Antiquité et Moyen Âge
Durant l'Antiquité, le terme bas latin trepalium (attesté en 582) est une déformation de tripalium, un instrument formé de trois pieux, auquel on attachait les animaux pour les ferrer ou les soigner, ou les esclaves pour les punir.
Ensuite, le mot travail apparaît au XIIe siècle, selon Alain Rey pour qui il s'agit d'un déverbal de travailler, issu du latin populaire tripaliare, signifiant « tourmenter, torturer avec le trepalium ». Au XIIe siècle, le mot désigne aussi un tourment psychologique ou une souffrance physique (le travail d'accouchement). On trouve aussi le verbe latin tribulare « presser avec la herse, écraser (le blé) » ou, en latin ecclésiastique, au sens figuré de « tourmenter ; torturer l'âme pour éprouver sa foi ». Du Cange relève le mot tribulagium qui dénomme une corvée due au seigneur, qui consistait à battre le blé ou à broyer des pommes pour produire du cidre. Le mot vient du mot latin tribulum qui désigne une herse destinée à cet effet.
Une autre hypothèse avancée pour expliquer l'évolution du mot travail vers son sens moderne avance une origine chrétienne du mot. En effet, le christianisme et le monachisme, très influents au haut Moyen Âge, auraient grandement contribué à diffuser une représentation du travail actif, vu cependant comme une conséquence du péché originel. D'où la règle édictée par saint Benoît destinée à organiser et à régler la vie des moines bénédictins autour de trois activités : l'office divin, la louange et le travail manuel effectué en commun. Cette activité — dénommée travail — vise à la fois à œuvrer pour permettre la subsistance de la communauté, pour développer le bien commun (par exemple : réaliser des défrichages), mais aussi à expier le péché originel. L'expression « un travail de bénédictin » passée dans le vocabulaire commun avec la signification d'un « travail considérable et minutieux » confirme l'idée que cette innovation monastique a pu contribuer à forger et diffuser un sens nouveau au mot travail.
Une étude de Marie-France Delport en 1984 semble infirmer la thèse du « travail-trepalium ». En partant des mots hispaniques trabajo et trabajar, elle met en avant la notion de passage issue du préfixe trans : « on pourrait bien reconnaître la même image d'un obstacle à franchir, d'une limite à transgresser, de quelque chose qui se met en travers d'un parcours et qu'il faut outrepasser. Ainsi, traba/trabar évoque l'idée d'un élément mis en travers des jambes ou des pattes pour rendre difficile ou impossible la marche ». Plus tard, en 2008, une étude d'André Eskénazi énonce ni plus ni moins que « l'étymon tripalium est une chimère ; le prétendu dérivé tripaliare n'a donc pas plus de consistance ». Cette controverse n'oppose pas seulement deux thèses étymologiques entre elles, mais aussi deux conceptions du travail qui, dès lors, peut être à la fois un outil pour traverser des obstacles comme une source de souffrance.

### Époque moderne
Selon l'historien Georges Lefranc, c'est à partir du XVe siècle, XVIe siècle que le mot commence à prendre l'acception que nous lui connaissons aujourd'hui, à savoir celui d'activité productive.

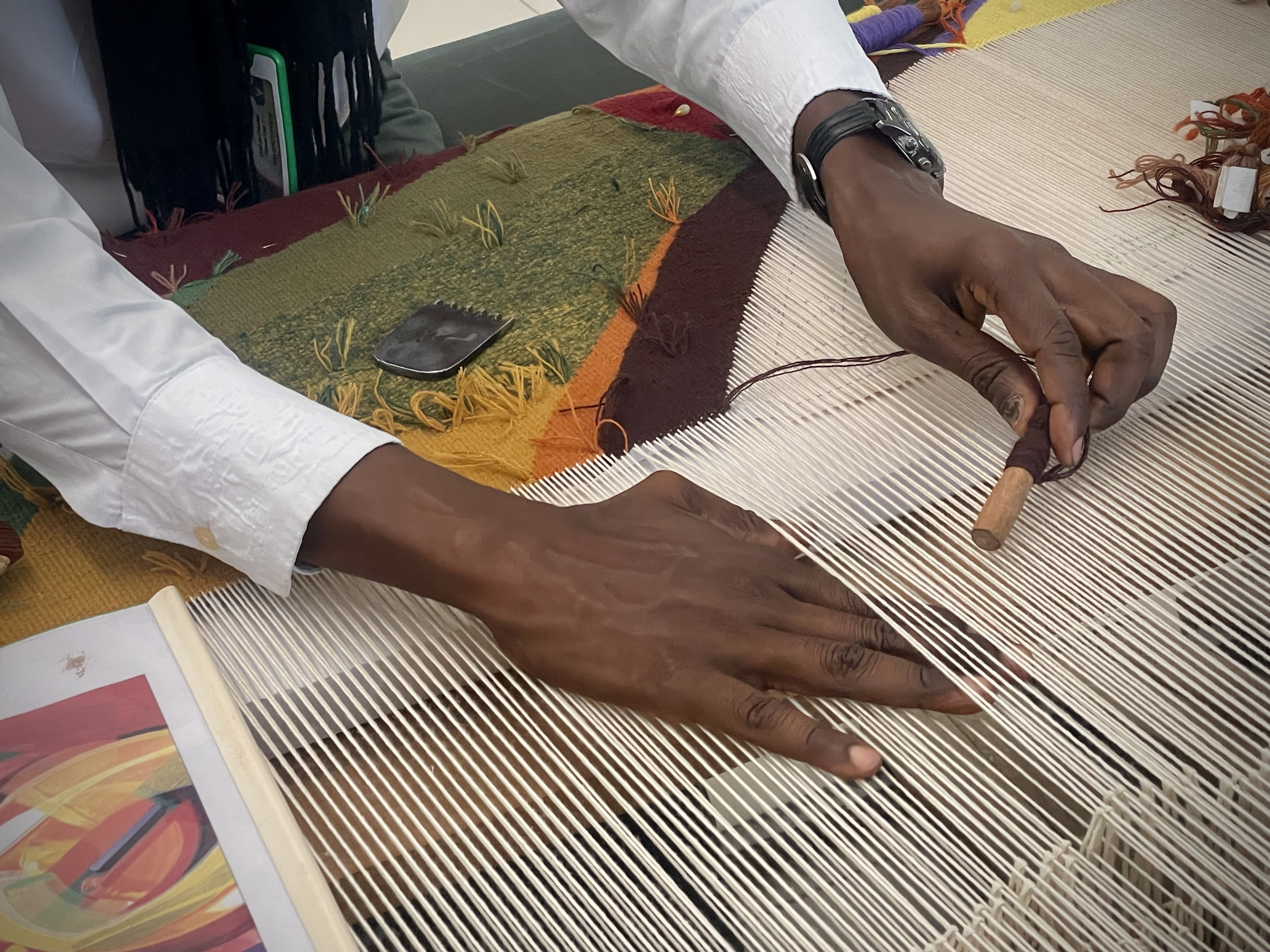
Un tapissier sénégalais qui effectue son travail manuellement

 Cependant, les représentations marquent davantage la distinction entre le Labor (travail châtiment, peine au travail, conséquence du péché) et l'Opus » (travail création, activité naturelle). Par la suite, le terme travail remplace progressivement les deux termes usités au Moyen Âge : labeur et ouvrage. Relevons enfin qu'au XVIe siècle travail prend aussi le sens de « se donner de la peine pour ». C'est un signe que l'artisan paraît aux esprits novateurs de la Renaissance et de la Réforme plus « utile » que le noble ou le clerc[réf. nécessaire].

## Histoire

### Antiquité
L'esclavage a été utilisé au cours de l'Antiquité pour accomplir les tâches les plus dures.
En Grèce antique, la notion de travail n'existe pas en tant qu'unité conceptuelle. L'activité agricole y est davantage valorisée que l'artisanat et le commerce, pour des raisons religieuses et morales (travailler la terre revient à avoir une activité autarcique). Le travail est conçu de manière ambivalente, pouvant être apprécié (ainsi Ulysse fabriqua lui-même son lit, Athéna et Héphaïstos, adorés notamment à Athènes, protègent les artisans, l'oisiveté est réprimée par des lois) ou décrié (l'esclavage est sans doute à l'origine d'une telle conception, certaines cités réservent la citoyenneté à ceux qui ne travaillent pas, Aristophane se moque du fils d'une vendeuse de légumes et d'un tanneur).

### Du Moyen Âge à la Période moderne (XIXesiècle-XXesiècle)
En Europe occidentale, pendant le Haut Moyen Âge, le mouvement monastique s'est fondé en grande partie sur le travail (voir Règle de saint Benoît), donnant au travail un but de fraternité du point de vue communautaire et aussi d'épanouissement dans la participation au bien commun (pensé en rapport à la création divine).
Jusqu’alors le travail est un signe évident de servitude mais Benoît décide de le faire entrer dans l’éthique chrétienne permettant la plénitude de l’opus dei. Les moines construisent une société chrétienne autant par le travail de leurs mains que par le travail de leur esprit. À la fois centre culturel voué à l’instruction des clercs et à la diffusion des rites officiels et entreprise économique, le monastère bénédictin connaît un succès considérable encouragé par les autorités politiques qui voient dans les ordres monastiques de fidèles alliés pour pacifier et réguler la vie sociale des royaumes barbares.
Parallèlement au travail libre, existait le servage, lequel instaurait une obligation de travail pour les paysans envers leurs seigneurs. En France, le servage a quasiment disparu après la guerre de Cent Ans, et, persistant localement, il a d'abord été aboli dans tout le domaine royal par Louis XVI (en 1779), puis définitivement pendant la Révolution française.
Avant la révolution industrielle (dans les sociétés precapitalistes).
Robert L. Heilbroner (économiste américain), considère que, dans les sociétés précapitalistes (d'avant la révolution industrielle de 1789), le travail n'est pas une marchandise à vendre librement dans un marché. Dans les compagnes, le travail du serf à l'égard de son supérieur (appelé le seigneur) est un devoir est non pas un droit : le travailleur est attaché à vie à son seigneur. À côté du travail domestique, le serf a le devoir de le protéger par le port des armes lorsqu'il est menacé, de l'extérieur, par d'autres seigneurs plus puissants. En ville, le travail des apprentis envers leurs maîtres est strictement réglementé par les corporations et aucune liberté, ou innovation, n'est admise.

### Période Contemporaine (XIXesiècle-XXesiècle)
Elle est caractérisée par la généralisation du salariat.

## Réglementation du travail
Les règles du travail sont déterminées par le code du travail et s'imposent aux employeurs comme aux salariés. Chacun se doit de respecter les lois et la réglementation du travail.
Il existe un certain nombre de règles ayant valeur internationale, dans les conventions de l'Organisation internationale du travail (OIT) ou dans le cadre du droit européen.
Le droit du travail s'est progressivement constitué sous pression du mouvement ouvrier (à partir du milieu du dix-neuvième siècle) avec l'élimination du travail des enfants, la lutte pour la baisse du temps de travail, pour l'amélioration des conditions de travail et la reconnaissance du syndicalisme.
En France, le corps de l'inspection du travail est chargé de veiller à ce respect, au besoin en faisant appel à la Justice. Employeurs ou salariés du privé peuvent aussi faire appel au conseil de prud'hommes pour trancher un litige.
Les prescriptions du droit du travail ne sont respectées que dans les pays occidentaux. Les salariés y sont démocratiquement représentés dans les syndicats ouvriers et dans les comités de leurs représentants au sein des établissements d'emploi (entreprises privées ou organisations publiques). De plus, les juridictions du travail appliquent les lois de façon scrupuleuse. Inversement, ces dispositions ne sont pas équitablement appliquées dans les pays pauvres. Dans la plupart des cas, les syndicats et les représentants des salariés ne défendent pas fidèlement leurs adhérents et ne sont pas généralisés à tous les établissements. Bien que la législation du travail existe, ses dispositifs sont appliqués de façon discriminatoire. La corruption, le clientélisme et les privilèges des personnes censées appliquer ces lois et des représentants des salariés eux-mêmes, ajoutés à l'intimidation des victimes en cas de dépassements, font que l'application de ces lois reste très arbitraire et dépend, dans la plupart du temps, de la volonté des responsables juridiques et de leurs complices.

## Critique radicale du travail
Au XIXe siècle, alors que les effets négatifs de l'industrialisation deviennent manifestes (exploitation des enfants, accidents, usure et mortalité…) certains écrivains, tels le Français Émile Zola (notamment dans ses romans Germinal, 1885 et, surtout, L'Assommoir, 1877, qui a rendu l'écrivain célèbre), et certains philosophes dénoncent les conditions de travail dans les usines. Au premier rang d'entre eux, vient l'Allemand Karl Marx (et son ami, Friedrich Engels) : partant de l'analyse de ces conditions, il développe une critique de l'ensemble du système capitaliste et affirme que le salariat constitue intrinsèquement la source de la domination de la bourgeoisie sur le prolétariat.
D'autres, plus rares, se livrent à une critique du travail lui-même, dès lors qu'il est vécu non plus seulement comme une simple contrainte mais comme une véritable aliénation. Notamment Paul Lafargue, gendre de Karl Marx (et ce dernier lui-même), qui publie Le Droit à la paresse en 1880. Au début du XXe siècle, le cinéaste Charlie Chaplin décrit cette aliénation dans son film Les Temps modernes (1936). Plus tard, divers sociologues, notamment les Français Georges Friedmann et Jacques Ellul, s'attachent à analyser le sens de cette aliénation. Ils avancent que, bien que la productivité ait explosé au cours du XXe siècle, cela ne s'est que faiblement répercuté sur la quantité de travail à fournir. Ils considèrent que le travail « moderne » est déconnecté de sa finalité : le travailleur devient un simple rouage d'un système qui le dépasse totalement, il est exhorté à produire toujours plus, alors que l'on baigne dans la surproduction d'objets superflus et que l'on consomme beaucoup trop d'énergie au détriment de l'équilibre écologique de la planète. Ellul estime que, malgré les dommages qu'il cause, le travail continue d'être universellement érigé en valeur et qu'il en est ainsi parce qu'il est vécu comme une « promesse de bonheur », plus précisément de confort matériel, la quête de confort primant désormais sur toutes les valeurs traditionnelles, à commencer la liberté. S'étant livré à une exégèse de la pensée de Marx, il considère que l'analyse de celui-ci, pertinente au XIXe siècle, ne l'est plus au XXe siècle : ce n'est pas le capitalisme qu'il faut remettre en cause mais aussi le communisme, qu'il assimile au capitalisme d'État et, de façon plus globale, le productivisme. Et ce n'est plus seulement le travail qu'il faut démystifier, mais ce qui démultiplie l'efficacité produite autrefois par le travail (et qui du coup dévalue celui-ci de facto) : la technique.
La critique radicale du travail a également été théorisée par Guy Debord (la fameuse armée de l'arrière travail de la société du spectacle qui disait « Ne travaillez jamais »), le groupe allemand Krisis (Le manifeste contre le travail) ou Serge Latouche (pour les critiques des notions de croissance et de développement) : ils peuvent se rencontrer chez des partisans de la décroissance, chez les marxistes hétérodoxes, les marxiens voire chez les anarcho-communistes. Pour le groupe Krisis (et le reste des auteurs de la « nouvelle critique de la valeur », comme Anselm Jappe, Moishe Postone ou Jean-Marie Vincent), le travail tel qu'il se présente sous le capitalisme ne doit pas être considéré comme l'essence de l'homme, naturelle et transhistorique. Ces auteurs pensent que le travail n'est pas d'abord une activité, mais que, sous le capitalisme, il est un rapport social très particulier au cœur social du fonctionnement du capitalisme. Il est certes un « travail concret » (le fait de produire une valeur d'usage), mais cette dimension est intérieurement constituée par une autre dimension, totalisante et qui la domine : le « travail abstrait ». Celui-ci est considéré par ces auteurs comme l'essence sociale de la société capitaliste. Il est d'abord issu de la fonction de médiation sociale entre les hommes, qu'a le travail dans le type de socialisation produite par le capitalisme : c'est par le travail que j'obtiendrai les produits fabriqués par d'autres. Mon travail se reflète alors sur l'ensemble du travail social global. C'est ainsi que le travail que l'on fait chaque jour serait du « travail abstrait ». Mais ce n'est pas le fait de faire quelque chose qui n'a pas de sens, le « travail abstrait » est ce que le travail est structurellement devenu dans le capitalisme, une forme de socialisation abstraite, qui capte et structure l'agir des individus. Cette abstraction du travail s'accomplit journellement, non pas par le moyen de la conscience, de l'imaginaire ou d'une « idéologie du travail », mais dans le déroulement même de la production sociale (il est alors une « abstraction réelle » particulièrement difficile à dépasser). Loin d'opposer le travail et le capital comme le fait le marxisme traditionnel, au contraire, ces auteurs pensent qu'ils « ne sont que deux étapes successives dans la métamorphose de la même substance : le travail abstrait ». À l'opposé de la traditionnelle théorie de la valeur-travail développée par l'économie politique classique et le marxisme traditionnel, ce courant développe une théorie de la forme sociale de la valeur. La valeur est la représentation du « travail abstrait » (en tant que forme sociale), et apparaît au moment de l'échange marchand. Pour Krisis, il ne faut donc pas libérer le travail du capital (par la politique et le retour de l'État social, en le moralisant, en lui donnant des règles, etc.) puisqu'il lui est intrinsèquement lié, mais se libérer du travail en lui-même. Abolir le travail dont la forme sociale et la trajectoire sont la composante fondatrice du procès de la valorisation du capital, pour inventer à la place de nouveaux rapports sociaux. Chez Serge Latouche, la critique du travail est différente : il s'attache d'abord à montrer que la domination du travail serait une domination de « l'idéologie du travail » et passerait aussi par l'imaginaire social. Il propose alors, par un retour sur nos actes et notre conscience, de « décoloniser l'imaginaire ». En France, la critique radicale du travail s'exprime essentiellement aujourd'hui à travers le mouvement de la décroissance, dont Latouche est l'un des principaux animateurs.
Le féminisme matérialiste et sa lecture marxiste des relations entre les sexes a également contribué à politiser de façon radicale le travail et à élargir son questionnement. En montrant que ce qui compte comme du travail est un enjeu primordial dans le processus de production des hiérarchies sociales et sexuées, il a permis de dénaturaliser la catégorie travail, la partition des sphères privée et publique sur laquelle elle repose, et les exclusions qu’elle produit. La formulation de la notion de travail domestique, qui recouvre l’ensemble des services domestiques effectués au sein du foyer, de l’éducation des enfants aux relations sexuelles en passant par les tâches ménagères, a contribué à révéler le fonctionnement patriarcal de la famille qui s'appuie sur l'appropriation du travail gratuit des femmes. Contestant l’opposition et la hiérarchisation naturalisée entre une sphère masculine liée à la production marchande de biens et de services et une sphère féminine consacrée à la reproduction biologique de l’être humain et de sa force de travail, elle met en évidence ce qui relève d’une division sexuée du travail au cœur des rapports sociaux entre les sexes.
Différentes analyses critiques du travail ont ainsi été publiées durant les années 1980-1990.
Denis Colombi interroge la notion de travail et critique le capitalisme, comme l'invsibilisation du travail,.

### Filmographie
Critique du travail
- Attention danger travail, film documentaire de Pierre Carles
- J'ai très mal au travail, film documentaire de Jean-Michel Carré
- Volem rien foutre al païs, film documentaire de Pierre Carles, Christophe Coello, Stéphane Gox
- Travail à la demande de Shannon Walsh

#### Bases de données et dictionnaires
- Ressource relative à la santé :   - Medical Subject Headings
- Ressource relative à l'audiovisuel :   - France 24
- Notices dans des dictionnaires ou encyclopédies généralistes :   - Britannica
  - Dictionnaire historique de la Suisse
  - Dizionario di Storia
  - Treccani
  - Universalis
- Notices d'autorité :   - BnF (données)
  - LCCN
  - GND
  - Japon
  - Espagne
  - Israël
  - Tchéquie